# SuperSport United FC
O SuperSport United FC, também conhecido como SuperSport United ou somente SuperSport, é um clube de futebol da África do Sul. Foi fundado em 1994 na cidade de Pretória. A equipe compete no Campeonato Sul-Africano de Futebol (PSL).

## História
O clube faz parte do projeto da empresa de mídia SuperSport, que possui várias participações na África do Sul. começou como Pretoria City, porém conseguiu a nomenclatura atual com a tutela da M-Net.
O clube é  o  quarto maior campeão da liga nacional com 3 títulos e 2 vices canpeonatos conquistado.
Junto com Mamelodi Sundowns, Kaizer Chiefs e Orlando Pirates, participou de todàs edições do Campeonato Sul-Africano de Futebol.
O ano de 2017 foi marcante para os Matsatsantsa a Pitori com a primeira final africana do clube, foi vice-campeão da Copa das Confederações da CAF de 2017, tornando se o quarto clube Sul-Africano a jogar finais da CAF.
- Maritzburg United x SuperSport United: 2022

## Títulos
| NACIONAIS | NACIONAIS             | NACIONAIS | NACIONAIS                     |
|           | Competição            | Títulos   | Temporadas                    |
| --------- | --------------------- | --------- | ----------------------------- |
|           | Premier Soccer League | 3         | 2008, 2009, 2010.             |
|           | Nedbank Cup           | 5         | 1999, 2005, 2012, 2016, 2017. |
|           | Taça Telkom Knockout  | 1         | 2014                          |

- Vice-campeão da Copa das Confederações da CAF de 2017